# 長谷川水戸口顕彰碑
長谷川水戸口顕彰碑（はせがわみとくちけんしょうひ）は、青森県津軽地方の十三湖水戸口が閉塞して地域の人々が水害で苦しむのを救済しようと、排水路を開削した長谷川清次郎の功績を伝承するため大正11年に建立されたもの。

## 概要
明治初年、当時西津軽郡舘岡村（現つがる市木造）の村長だった長谷川清次郎は、岩木川の河口付近にあった十三湖が、漂砂により連続して閉塞し、水位が増して浸水被害に苦しむ人々を救おうとして、自費をもって水路を開削した。距離は約6km、工期は7か月、10万余両と5500俵の米を出役した人々に支給したと言われている。顕彰碑は、その功績を永遠に伝えようと大正11年に地元有志によって建てられ、平成8年3月に現在の場所に移設された。

## 所在地
青森県五所川原市十三五月女萢

## 周辺施設
- 中の島ブリッジパークキャンプ場
- 十三湖
- 津軽国定公園十三湖
- 市浦大沼公園
- 道の駅十三湖高原
- 福島城趾展望台